# Трећи доњи кутњак
Трећи доњи кутњак или доњи умњак (лат. dens molaris tercius inferior s. sapientiae) је осми зуб од медијалне линије у оба доња квадранта и представља дистални завршетак доњег зубног лука. У контакту је само са другим моларом, а оклузалну јединицу формира са другим и трећим кутњаком супротне вилице. Он је већи од горњег умњака, али мањи од осталих доњих молара. Показује правилне топографско-анатомске знаке, под условом да има „типичан“ облик круне. Основна функција му је млевење и гњечење хране.
У мандибуларном денталном луку постоје два умњака, која се обележавају на следећи начин:
- стални доњи десни трећи кутњак – 48;
- стални доњи леви трећи кутњак – 38.

У питању је веома варијабилан зуб у погледу величине и облика круне и коренова. Често може бити конгенитално одсутан у вилици или импактиран, а и време ницања је потпуно варијабилно.

## Круна
Круна зуба (лат. corona dentis) је варијабилна и може бити изразито мала до екстремно велика. На гризној површини присутно је три, четири или пет квржица. Спроведене студије су показале да постоје два основна типа доњег умњака.
Тип I се јавља чешће и у овом облику умњак је толико сличан доњем другом кутњаку, да их је веома тешко разликовати. На гризној површини су присутне четири квржице.
Тип II означава доњи умњак који личи на први кутњак, са пет квржица и сличним обликом круне.
Букална површина круне је у целости конвексна са максимумом конвекситета у цервикалној и мезијалној трећини. Ова површина прелази у мезијалну у оштријем луку него у дисталну, односно показује правилан знак лука.
Лингвална страна је кратка и има сферичну контуру и заобљене квржице. Максимум конвекситета ове површине се налази у оклузалној трећини, а прелаз у проксималне стране (мезијалну и дисталну) је заобљен.
Проксималне површине показују сферну контуру и мезијална страна је је виша и шира од дисталне.
Спољашње оклузално поље је овоидног облика. Тригонид (односно мезијална половина круне) је уочљиво шири него талонид (дистални део). Контура унутрашњег оклузалног поља је истог облика и наглашено је компримована у трансверзалном и сагиталном правцу. Квржице су слабије изражене и заобљеније у односу на први и други молар, али су регуларног облика и распореда. Са друге стране, уочљива је ирегуларност фисурног комплекса, тако да оклузална површина зуба личи на аналогне површине неких примата.

## Врат
Врат зуба (лат. collum dentis) се налази у пределу глеђно-цементног споја и показује сасвим благе криве пружања.

## Корен
Корен зуба (лат. radix dentis) је екстремно варијабилан у погледу броја, облика, величине и степена закривљености коренских грана. Најчешће је присутан један масиван корен са дисталним нагибом.

## Димензије
| Трећи доњи кутњак (умњак) |                         |              |               |                    |
| Мезио-дистална ширина     | Вестибуло-орална ширина | Висина круне | Дужина корена | Укупна дужина зуба |
| 10,0 mm                     | 9,5 mm                    | 7,0 mm         | 11,0 mm         | 18,0               |

## Развој зуба
| Почетак калцификације | Комплетно формирана круна | Ницање (ерупција) | Завршен раст корена |
| --------------------- | ------------------------- | ----------------- | ------------------- |
| 8 – 12 година         | 12 - 16 година            | 17 - 21 година    | 18 - 25 година      |